# Ancyroclepsis nakhasathieni
Ancyroclepsis nakhasathieni är en fjärilsart som beskrevs av Kevin R. Tuck 1995. Ancyroclepsis nakhasathieni ingår i släktet Ancyroclepsis och familjen vecklare. Inga underarter finns listade i Catalogue of Life.